# Obrejița
Obrejița is een Roemeense gemeente in het district Vrancea.
Obrejița telt 1653 inwoners.